# أغنر كراروب إرلانغ
أغنر كراروب إرلانغ (بالدنماركية: Agner Krarup Erlang)‏ (1 يناير 1878 - 3 فبراير 1929) كان إحصائي ومهندس وعالم رياضيات دانماركي، اخترع مجالات هندسة المرور ونظرية الطابور.
بحلول وقت وفاته المبكر نسبيا في سن 51، كان إرلانغ قد ابتكر مجال تحليل شبكات الهاتف. وقد أدى عمله المبكر في التدقيق في استخدام خط الهاتف المحلي والصرف والخط الجذري في مجتمع صغير لفهم المتطلبات النظرية لشبكة فعالة إلى إنشاء صيغة إرلانغ والتي أصبحت عنصرا أساسيا في دراسات شبكة الاتصالات الحديثة.

## روابط خارجية
- Erlang Distribution
- "Telefon-Ventetider. Et Stykke Sandsynlighedsregning", in Matematisk Tidsskrift, B, 1920 (a paper on telephone waiting times, in Danish, digitized by مشروع رونيبرغ)